# 津軽二股駅
津軽二股駅（つがるふたまたえき）は、青森県東津軽郡今別町大字大川平（おおかわだい）字清川にある、東日本旅客鉄道（JR東日本）津軽線の駅である。
北海道旅客鉄道（JR北海道）北海道新幹線の奥津軽いまべつ駅とは別駅の扱いだが隣接している。

## 歴史
- 1958年（昭和33年）10月21日：日本国有鉄道（国鉄）津軽線 蟹田駅 - 三厩駅間の開通に伴い、同線の駅として開業[2][3]。
- 1968年（昭和43年）10月20日：貨物の取り扱いを廃止[3]。
- 1970年（昭和45年）8月1日：簡易委託化[3]。
- 1987年（昭和62年）4月1日：国鉄分割民営化に伴い、東日本旅客鉄道（JR東日本）の駅となる[3]。
- 1988年（昭和63年）3月13日：北海道旅客鉄道（JR北海道）海峡線（津軽海峡線）の開通に伴い、当駅と隣接する津軽今別駅が開業。
- 年月日不詳[いつ?]：簡易委託が廃止され、完全無人化、後に駅舎も撤去。
- 1997年（平成9年）4月11日：駅舎跡地に「道の駅いまべつ」がオープンする。
- 2013年（平成25年）11月11日：北海道新幹線開業工事および駅前広場整備工事などのため、「道の駅いまべつ」が営業休止[注 1][4]。
- 2015年（平成27年）4月24日：「道の駅いまべつ」が営業再開[5][6]。
- 2016年（平成28年）3月26日：北海道新幹線の新青森駅 - 新函館北斗駅間開業に伴い、前日に廃止された津軽今別駅に替わり奥津軽いまべつ駅が開業し、新たに当駅との連絡駅となる[7]。
- 2019年（令和元年）6月1日：蟹田駅業務委託化に伴い、管理駅が青森駅に変更。
- 2022年（令和4年）
  - 8月3日：大雨により線路設備に被害が発生し、蟹田駅から三厩駅間が運休され、それに伴い当駅も運休となる[8]。
  - 8月22日：同区間で代行バスの運行が開始される[9]。
- 2024年（令和6年）10月1日：えきねっとQチケのサービスを開始[1][10]。
- 2025年（令和7年）6月10日：同日開催の締結式にて、当駅を2027年（令和9年）4月1日に廃止することで合意[11][12]。

## 駅構造
単式ホーム1面1線を有する地上駅である。元々は島式ホーム1面2線であった。
1970年（昭和45年）8月1日から簡易委託駅であったが、その後、青森駅管理の無人駅となっている。隣接する道の駅いまべつの正面玄関前に当駅（および新幹線開業前の津軽今別駅）の待合室があり、発車時刻表・運賃表もここに掲示されている。
隣接する奥津軽いまべつ駅にJR北海道が営業するみどりの窓口や指定席券売機があり、きっぷ類はこちらで購入することもできる。

### 北海道新幹線（海峡線）との乗換

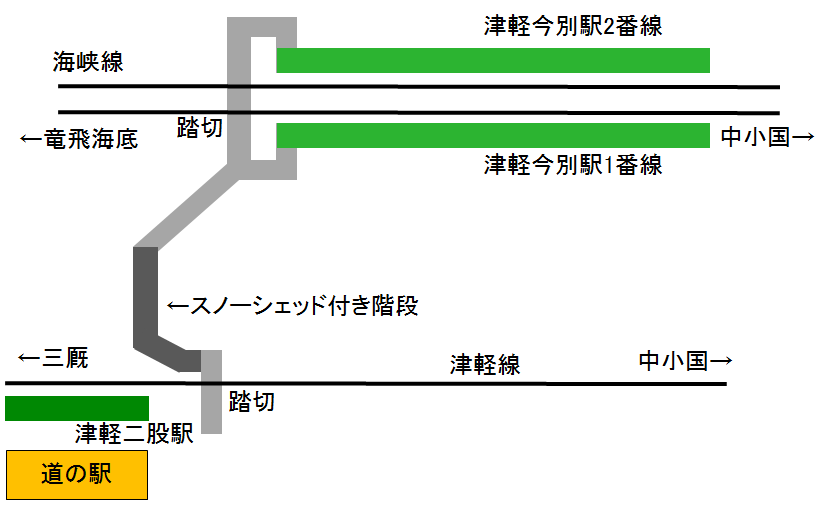
旧津軽今別駅に隣接していたころの構内位置図
（奥津軽いまべつ駅開業準備工事前の2013年9月時点）

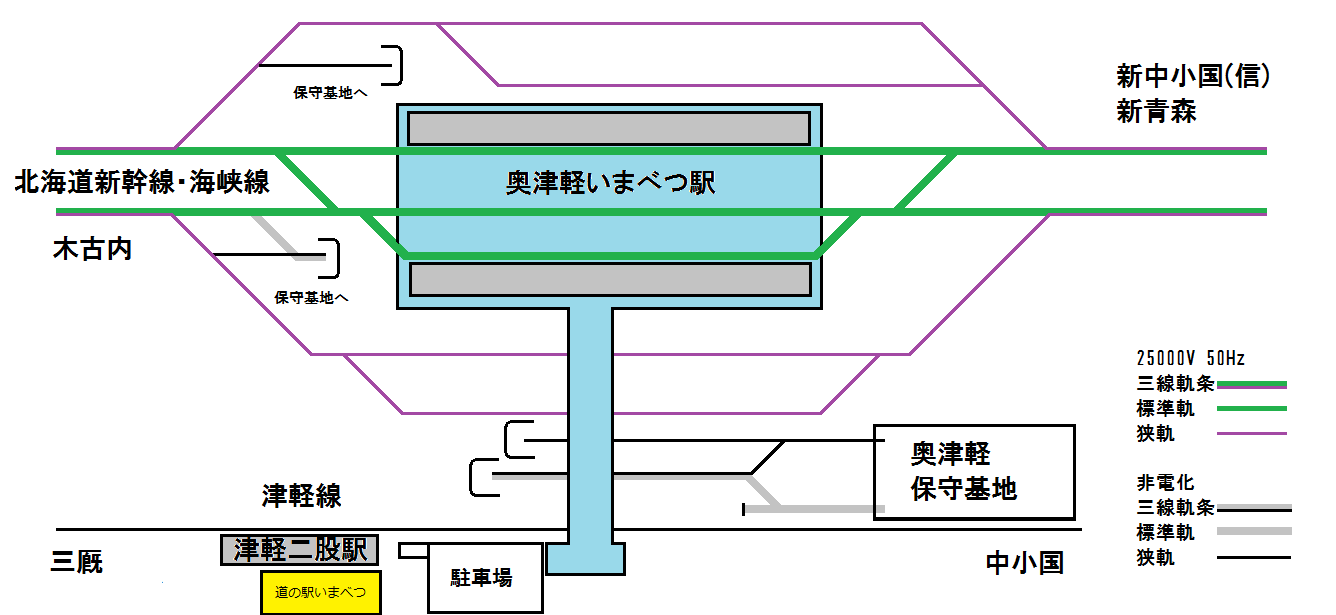
北海道新幹線開業後の駅周辺図

当駅と北海道新幹線奥津軽いまべつ駅（旧海峡線津軽今別駅）は隣接しており、相互に連絡が可能である。
当初より両者は別鉄道会社の別駅との扱いであり両駅を乗換駅として1枚の乗車券を発行することはできない。津軽二股駅と奥津軽いまべつ駅との間で連絡する場合、運賃通算はできず、打ち切り計算となる。
なお、かつて「青春18きっぷ 北海道新幹線オプション券」の本州側発着駅は奥津軽いまべつ駅が指定され、津軽二股駅との間で乗り換えることとなっていたが、2024年度冬季より本州側発着駅が新青森駅発着に変更されたため、奥津軽いまべつ駅での乗降はできなくなった。

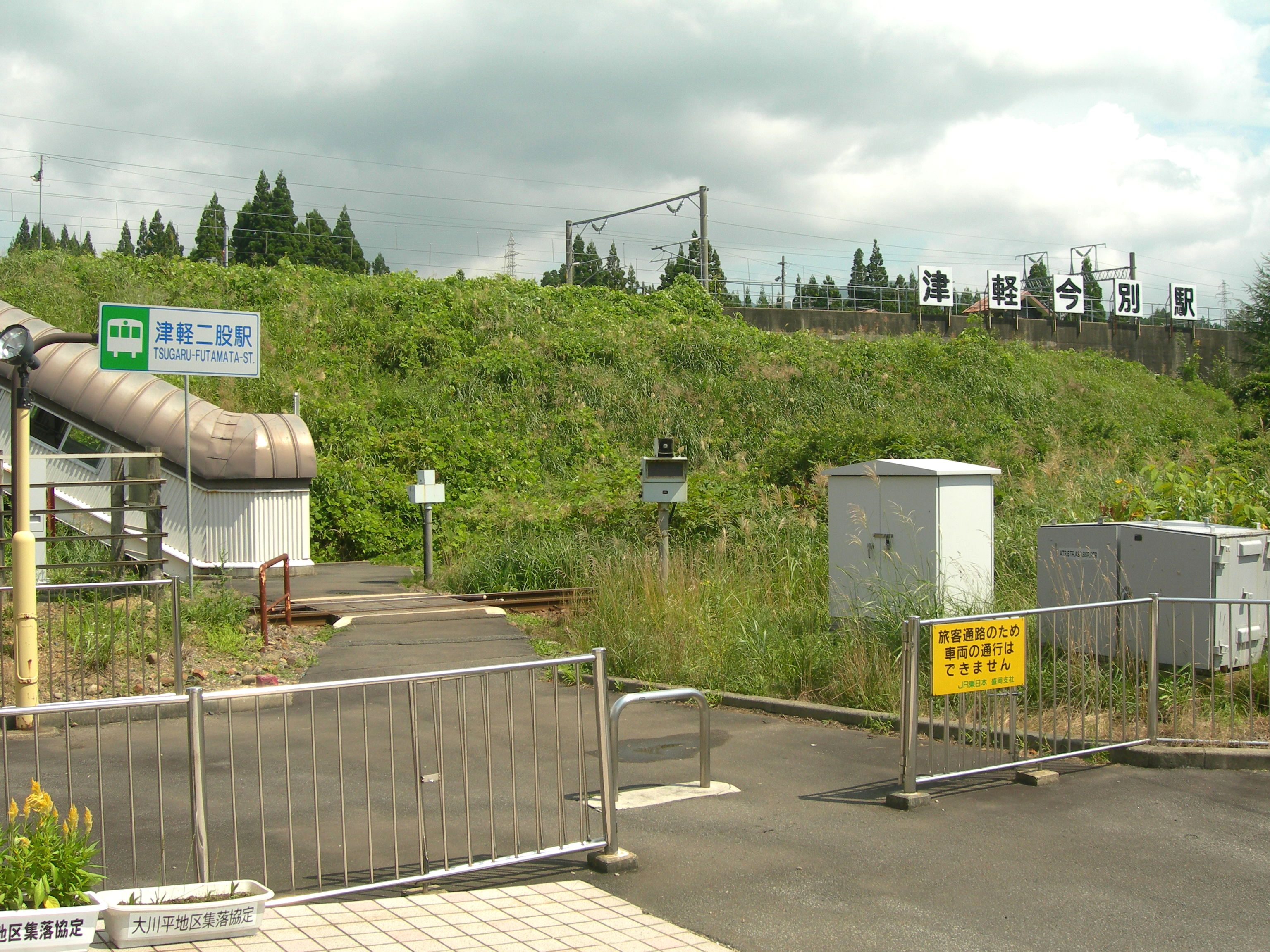
津軽二股駅出入口からみた旧津軽今別駅（連絡通路通路閉鎖前）（2010年8月）
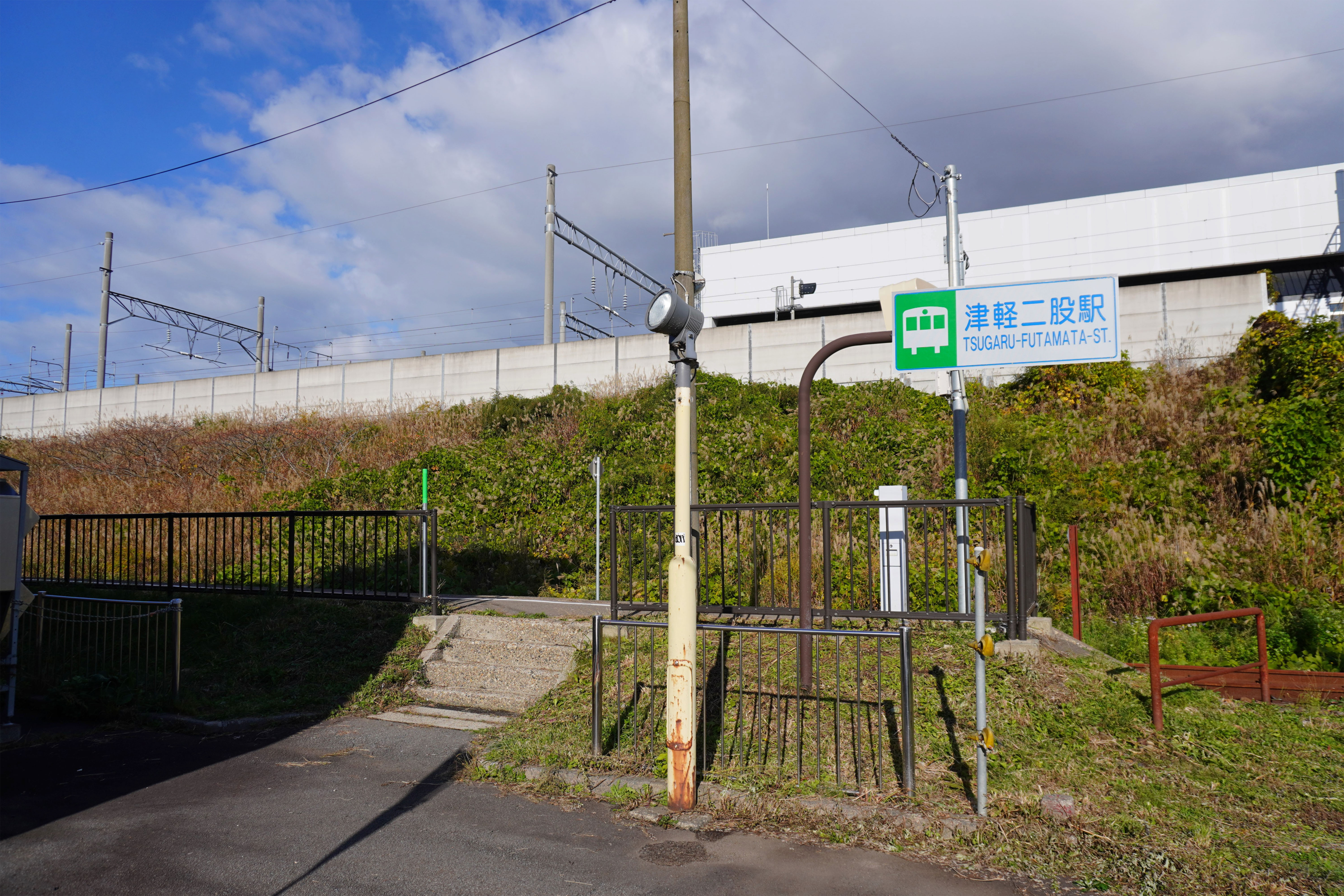
津軽二股駅出入口（連絡通路撤去後）（2023年10月）
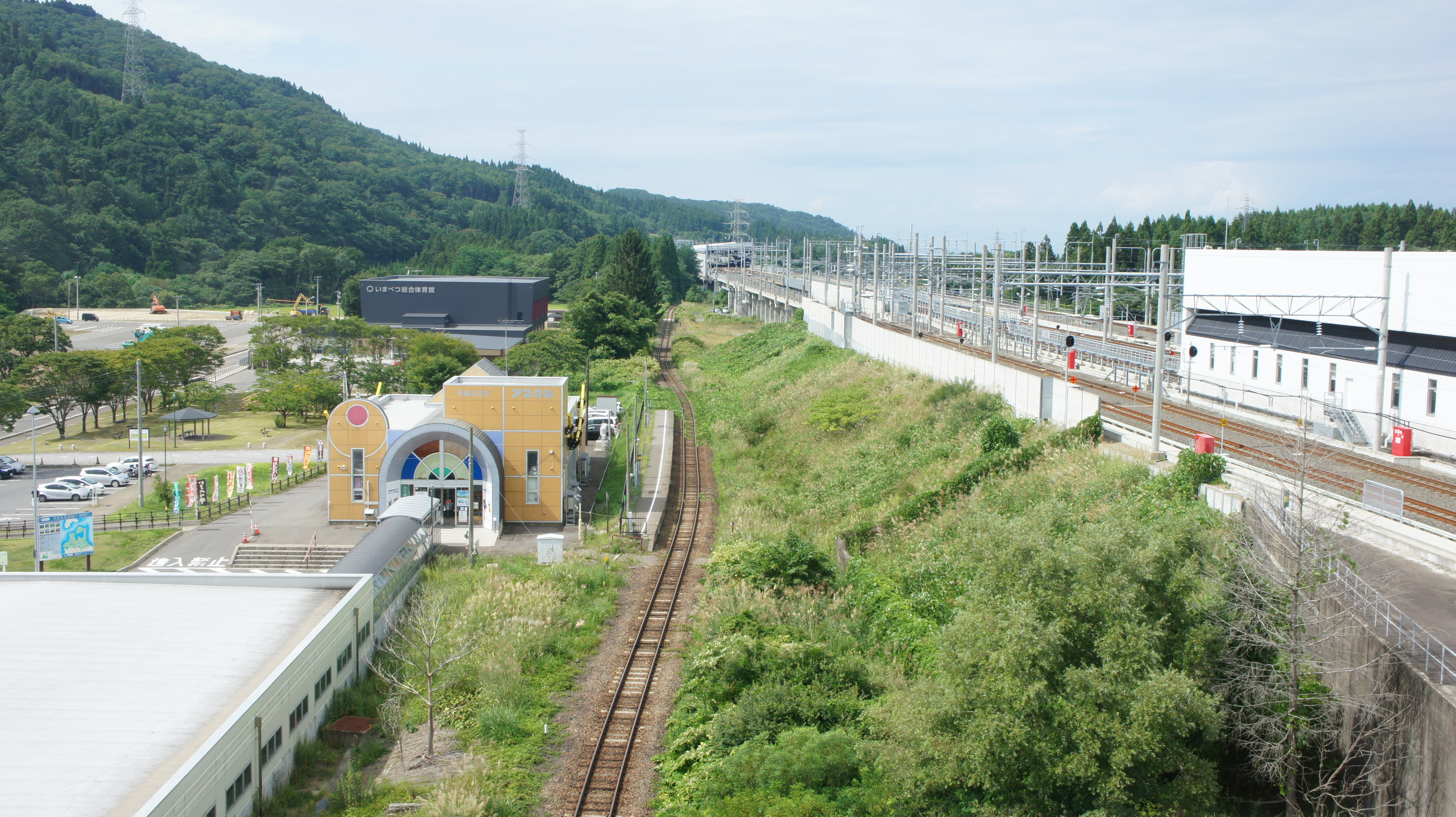
津軽二股駅周辺とホーム（2020年8月）
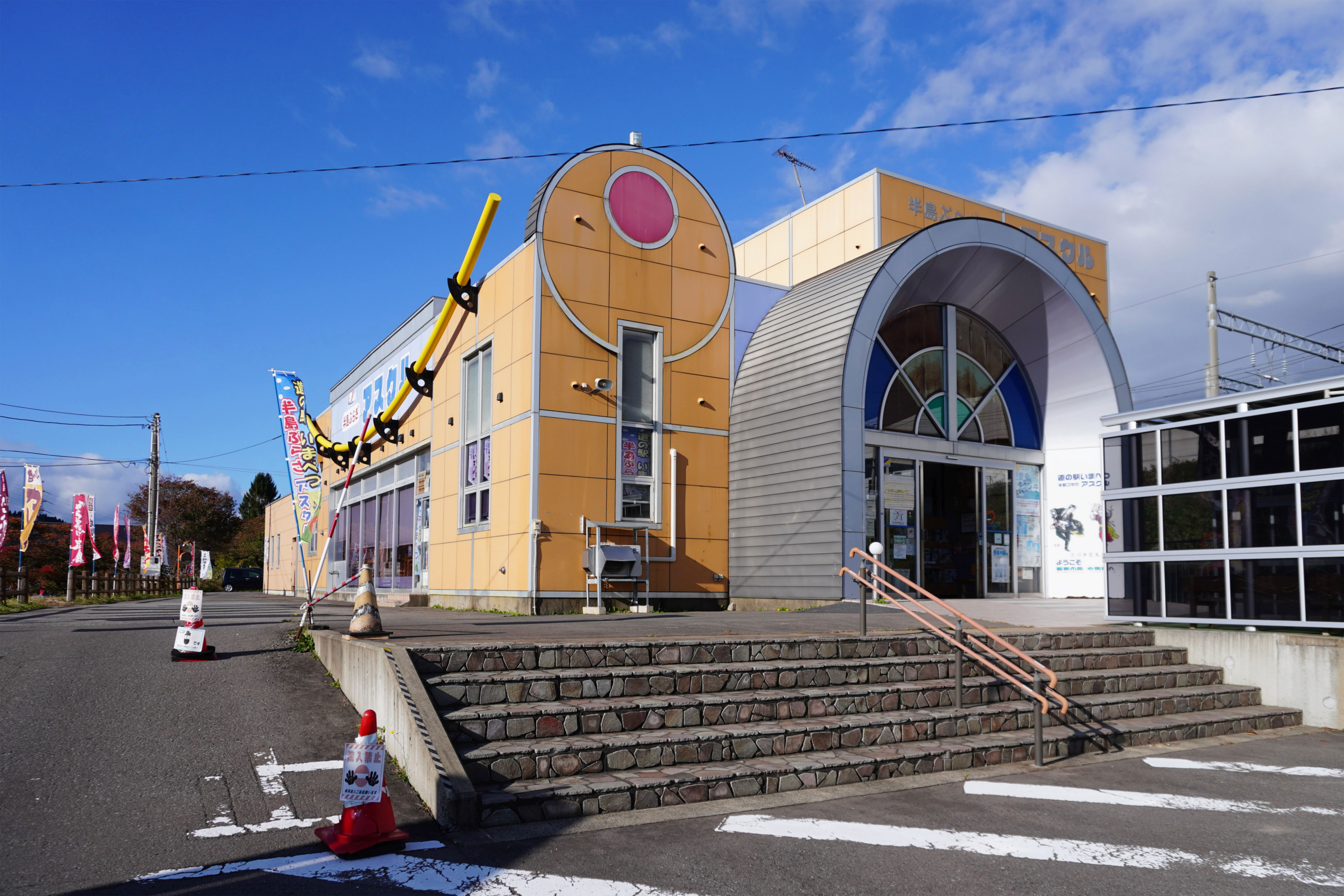
道の駅いまべつ（2023年10月）

## 隣の駅
東日本旅客鉄道（JR東日本）
■津軽線
大平駅 - 津軽二股駅 - 大川平駅